# 三宮四郎
三宮 四郎（さんのみや しろう、1897年9月14日 - 1973年11月8日）は、昭和期の実業家。東京急行電鉄専務取締役、京王帝都電鉄（現：京王電鉄）取締役社長（初代）、財団法人五島美術館常務理事を歴任した。東京急行電鉄（いわゆる「大東急」）から独立した京王帝都電鉄の初代社長として、終戦直後から1950年代にかけて、京王帝都電鉄および京王グループの基礎を築き上げた人物である。

## 来歴
大分県生まれ。慶應義塾大学卒業後、目黒蒲田電鉄（現・東京急行電鉄）に入社。五島慶太社長の知遇を得て、1942年に東京急行電鉄取締役に就任。1946年同社専務取締役に昇任した。その後いったん同社監査役に転任する。
京王電気軌道は戦時統合により東京急行電鉄（大東急）に合併され、同社の京王営業局とされていたが、終戦後の1947年（昭和22年）12月26日に大東急からの分離独立を決議。翌1948年（昭和23年）5月29日の設立総会で三宮が取締役社長に就任、同年6月1日に京王線・井の頭線とバス3営業所をもって京王帝都電鉄として発足した。
三宮は京王帝都電鉄の初代社長として戦後復興に尽力し、財務基盤が脆弱な中で、鉄道施設の大規模な改良や新型鉄道車両（京王2600系電車）の投入、急行運転開始などの積極投資を行い、現在の京王線の基礎を作るとともに、戦災のダメージが著しかった井の頭線の復興も果たした。
このほかバス事業の基盤強化として、京王帝都電鉄発足直後の1948年（昭和23年）9月16日には路線バスの都区内第2の拠点として永福町営業所を新設、1951年（昭和26年）には観光バス事業、1956年（昭和31年）10月6日には高速バス事業を開始（のち「中央高速バス」として運行）した。それと前後して、1955年（昭和30年）7月9日には高尾自動車、翌1956年（昭和31年）2月29日には奥多摩振興を買収して京王グループ傘下とし、のち1963年（昭和38年）の西東京バス統合への道筋を付けている。
鉄道事業の芳しくない収支を補うため事業の多角化も志向し、1953年（昭和28年）6月24日には京王帝都観光協会（現：京王観光）を設立した。また東京都調布市内に、1955年（昭和30年）4月3日には京王遊園（廃園）、1956年（昭和31年）6月16日には東京菖蒲園（のち「京王百花苑」と改称、現：京王フローラルガーデンANGE）を開園するなど、沿線観光地の整備も手がけた。
また当時の重要なレジャー産業のひとつであった映画事業にも意欲を示し、1956年（昭和31年）9月10日には、映画興行会社「京王映画株式会社」を設立、同年12月25日には映画館「新宿京王」を開館している。なお、「新宿京王」は現在の「京王新宿三丁目ビル」（新宿区新宿3丁目1-24）にあり、「新宿京王劇場」「新宿京王地下」に分かれていた。1980年代頃までは営業を続けていたが、その後家庭用ビデオデッキが普及しレンタルビデオ店が増加、映画館の需要が低下するといち早く映画事業から撤退している。
1957年（昭和32年）4月15日、取締役社長を退任。専務取締役であった井上定雄（のち京王プラザホテル社長）が後任として京王帝都電鉄取締役社長に就任した。
1954年、東京急行電鉄取締役に再任（京王の取締役社長と兼任）。五島慶太の没後は、1959年に五島美術館常務理事に就任、1973年まで東京急行電鉄取締役をつとめた。1973年11月8日死去。享年76。

## 日映設立計画と頓挫、そして三宮申一の失脚

### 映画事業への進出と日映設立計画
1957年（昭和32年）、京王電鉄（以下、京王）は映画事業の拡大を目指し、当時の大映専務であった曾我正史、千土地興行社長の松尾國三らと共同で映画製作会社「日映」の設立を計画した。この「日映」は、1941年に設立された同名の映画会社とは全く関係がない。京王は、この新会社に対し4億円を出資し、聖蹟桜ヶ丘駅付近に撮影所を建設する構想を持っていた。

### 東急五島慶太の反対と政府融資問題
しかし、この京王の事業拡大に対し、東急電鉄（以下、東急）会長の五島慶太は、京王の本業以外への過剰投資を強く懸念し、猛烈な反対運動を展開した。さらに事態は悪化し、当時の運輸大臣であった宮沢胤勇が、京王が申請していた鉄道事業に対する7億円の政府融資の却下を示唆するに至った。

### 日映計画の頓挫と三宮の失脚
これらの状況を受け、京王は最終的に日映への出資を断念せざるを得なくなった。この一連の騒動の中、京王社長であった三宮申一は失踪事件を引き起こし、結果として京王社長の地位を事実上更迭されることになった。このとき三宮は失踪事件を引き起こし、京王社長を事実上更迭された。

### 三宮申一の人物像と周囲の反応
三宮は、生真面目な性格で、堅物であり、口数も少なく愛嬌もない人物として知られていた。そのため、普段は堅実な三宮が、映画製作という一般的に「水商売」と見なされる事業への参画を表明した際、周囲は驚きを隠せなかったという。

### 五島慶太との対立と決裂
日映事件の際、五島慶太は三宮を呼び出し、自身が東映再建に苦労した経験を語り聞かせ、日映への参加を断念させようと試みた。しかし、三宮は「彼ら（曾我や松尾）に義理がある」と主張し、五島の説得に耳を傾けなかった。これに対し、五島は激怒し、「30年に及ぶ俺との義理より、昨日今日の義理を重んじるのか」と三宮を強く非難した。さすがの三宮も、この五島の強い態度に折れざるを得なかった。

### 政府融資問題と永田雅一の政界工作
三宮が日映からの撤退を余儀なくされた背景には、五島の意向に加え、宮沢胤勇運輸大臣が京王への政府融資の却下に言及したことも大きく影響している。当時、東急自身も政府融資を申請しており、その影響が東急系列の小田急電鉄や京浜急行電鉄にも波及することを恐れたためである。宮沢運輸大臣を動かしたのは、曾我に裏切られた形となった大映社長の永田雅一による政界工作であると言われている。

### 三宮の誤算とライバル意識
日映設立を計画した際、曾我や松尾が「東急の五島（慶太）会長の承諾を得ているのか」と三宮に尋ねたのに対し、三宮は「それは問題ない」「いつまでも京王は子供ではない」と答えたという。東急時代の同僚であった大川博が東映再建を成功させ、東急のナンバー2にまで上り詰めたことに対し、三宮は強いライバル意識を抱いていたとも言われている。

### 失踪騒動と引責辞任
日映への出資を断念した後、三宮は失踪騒ぎを起こした。しかし、義理堅い人物であった三宮は、騒動の収束を図るため、きちんと曾我や松尾と直接対面し、謝罪した上で京王社長を引責辞任することを伝えたとされている。日映への出資を断念したとき三宮は失踪騒ぎを起こすが、義理固い人物であり、騒動収束のためきちんと曾我や松尾と対面し、謝罪の上で京王社長を引責辞任することを伝えている。

## 親族
- 三宮吾郎（実弟、いすゞ自動車初代社長）